# Athletic Club de Madrid 1912-1913
Questa voce raccoglie le informazioni riguardanti l'Athletic Club de Madrid, antico nome del Club Atlético de Madrid, nelle competizioni ufficiali della stagione 1912-1913.

## Stagione
Nella stagione 1912-1913 i colchoneros arrivarono primi nel campionato Regional de Madrid a pari punti col Real Madrid. Infatti, nonostante avesse perso l'ultima partita contro l'Español Madrid, questa fu invalidata poiché la squadra aveva schierato una formazione irregolare. Fu necessario giocare una finale spareggio tra Madrid e Athletic, che vide la vittoria dei Blancos per 3-2, dopo tre tempi supplementari. L'Athletic de Madrid non partecipò alla Coppa del Re.

## Maglie e sponsor
| Manica sinistra · Manica sinistra · Maglietta · Maglietta · Manica destra · Manica destra · Pantaloncini · Calzettoni |

## Rosa
Rosa e ruoli dell'Athletic Club de Madrid nella stagione 1912-13
| N. |                   | Ruolo | Calciatore          |
| -- | ----------------- | ----- | ------------------- |
| -  | Spagna (bandiera) | P     | José Maria Irazusta |
| -  | Spagna (bandiera) | D     | Alejandro Smith     |
| -  | Spagna (bandiera) | D     | Roque Allende       |
| -  | Spagna (bandiera) | D     | Joaquín Pérez       |
| -  | Spagna (bandiera) | C     | Pedro Muguruza      |
| -  | Spagna (bandiera) | C     | Pedro Mandiola      |
| -  | Spagna (bandiera) | C     | T. Murga            |
| -  | Spagna (bandiera) | C     | Antonio Palacios    |
| -  | Spagna (bandiera) | C     | Celso Arango        |

| N. |                      | Ruolo | Calciatore           |
| -- | -------------------- | ----- | -------------------- |
| -  | Spagna (bandiera)    | C     | Luis Goñi            |
| -  | Spagna (bandiera)    | A     | Manolón Garnica      |
| -  | Spagna (bandiera)    | A     | Saturnino Villaverde |
| -  | Spagna (bandiera)    | A     | Manuel Belaunde      |
| -  | Spagna (bandiera)    | A     | Martín Axpe          |
| -  | Spagna (bandiera)    | A     | Luís Belaunde        |
| -  | Filippine (bandiera) | A     | Emiliano Zuloaga     |
| -  | Spagna (bandiera)    | A     | Del Monte            |

## Risultati

### Campeonato de Madrid
| Arbitro: | Kindelán |

|                         |           |                  |
| Saura Irureta Rodríguez | Marcatori | Zuloaga Palacios |

| Arbitro: | Aranguren |

|   |           |   |
| ? | Marcatori | ? |

| Arbitro: | Prast |

|           |           |     |
| Del Monte | Marcatori | ? ? |

| Arbitro: | Yarza |

|                         |           |                             |
| Comamala 50’ Saura 130’ | Marcatori | 5’ Axpe 85’ (aut.) Olivares |

## Statistiche

### Statistiche di squadra
| Competizione                  | Punti | Totale | Totale | Totale | Totale | Totale | Totale | DR |
| Competizione                  | Punti | G      | V      | N      | P      | Gf     | Gs     | DR |
| ----------------------------- | ----- | ------ | ------ | ------ | ------ | ------ | ------ | -- |
| Campeonato Regional de Madrid | 5     | 4      | 1      | 1      | 2      | 8      | 9      | -1 |
| Totale                        | 5     | 4      | 1      | 1      | 2      | 8      | 9      | -1 |